# ハンバーグ
ハンバーグ（英: hamburg steak, hamburger steak, hamburger）は、ドイツ発祥の肉料理である。正式名称は、ハンバーグステーキ、あるいは、ハンバーガーステーキ。
ハンバーグの起源は18世紀頃のドイツ・ハンブルクにあり、名称もハンブルクの英語発音から「ハンバーグ」となった。ドイツ、ハンブルク地方から、アメリカに移民する船において、故郷のタルタルステーキが食べたい乗客の希望にそって、コックが野菜くず乾燥肉を戻したものを焼き固めて焼いたものが原型である（出典：世界語源辞典）。
なお、英語の「Hamburg」は都市名の「ハンブルク」を意味する。アメリカなど欧米諸国では、サンドイッチにしない単独料理（日本語におけるハンバーグ）も含む総称として「ハンバーガー（hamburger：ハンブルク風の）」と呼ぶ。

## 概要
主に挽肉とみじん切りにした野菜にパン粉を混ぜ、塩を加えて粘性を出し、卵を繋ぎとしてフライパン（場合によってはオーブンなどを併用）で加熱して固めたものである。
大抵は付け合せに温野菜やサラダが用いられ、様々なソース類で味付けがされている。ナイフやフォークといった食器を使わなくても簡単に噛み切れるので、パンに挟んでハンバーガーにすることもでき、ファーストフードなどでも主力商品となっている。
調理工程内に様々な工夫を凝らす余地が随所にあるため、非常に多くのバリエーションが存在する。味付けや使用する肉の種類、挽き具合、混ぜ込む材料や焼き加減などに工夫を凝らすことが可能である。日本ではチーズやトマトソース、デミグラス、シャリアピンソースといったソースの他、照り焼きソース、大根おろしと醤油ベースのソースなど和風の味付けがなされることも多い。
また、レトルト食品のハンバーグは調理が簡単である。一度焼いたハンバーグをそのまま、またはソースとともに封入することで、パックごと湯煎するだけで食卓に出すことができ、少々の材料面における味の不備も漬け込むソースでフォローできること、衛生的な生産工場（セントラルキッチン）による大量生産によって非常に安価に製造できるメリットが大きいため、家庭用・業務用ともに広く普及している。
日本ではファミリーレストランにおいて、主力メニューであると同時に収益率の高い商品となっていることが多い。びっくりドンキーやビッグボーイ、炭焼きレストランさわやかのように、これをメインメニューに据えた「ハンバーグ専門店」も存在する。特に児童に好まれることもあって学校給食でも定番の人気メニューである。日本では米飯とともに食べるおかずや定食としても一般的である。
また、労働者向けの大衆食として広まったハンバーグだが、近代フランス料理の父であるエスコフィエは高級料理における定番料理としても記載している。

## 歴史

### ハンバーグの原型の俗説
ハンバーグの原型に関しては諸説あるが、俗説として一説にはドイツのハンブルクで名物『タルタルステーキ』を原型とする説やハンブルクの労働者たちが安価な堅い肉をひき肉にして焼いた。説が知られている。タルタルステーキはタタール人の生肉料理であり、タタール人は遠征の際、連れて行ったウマを食料にもしていた。長距離を移動するウマの肉は大変硬く筋張っていたため、硬い馬肉を細かく刻むことで食べやすいものに加工していた。

### ハンバーグの誕生
18世紀前半、ドイツ・ハンブルクでは挽肉にパン粉を入れた料理に火を通すようになった。これがハンバーグの起源である。

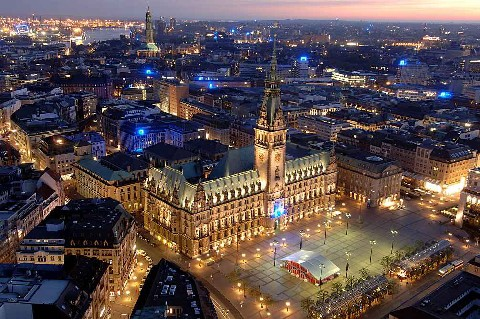
ハンバーグ誕生の地 ドイツ・ハンブルク

この料理はドイツで「フリカデレ」 (frikadelle) と呼ばれ、労働者を中心に広がりを見せると、瞬く間にドイツの代表的な家庭料理となった。
フリカデレがドイツからヨーロッパ中に広まると、人々はハンブルクから来たこの料理を「ハンブルク風の料理」と呼ぶようになる。

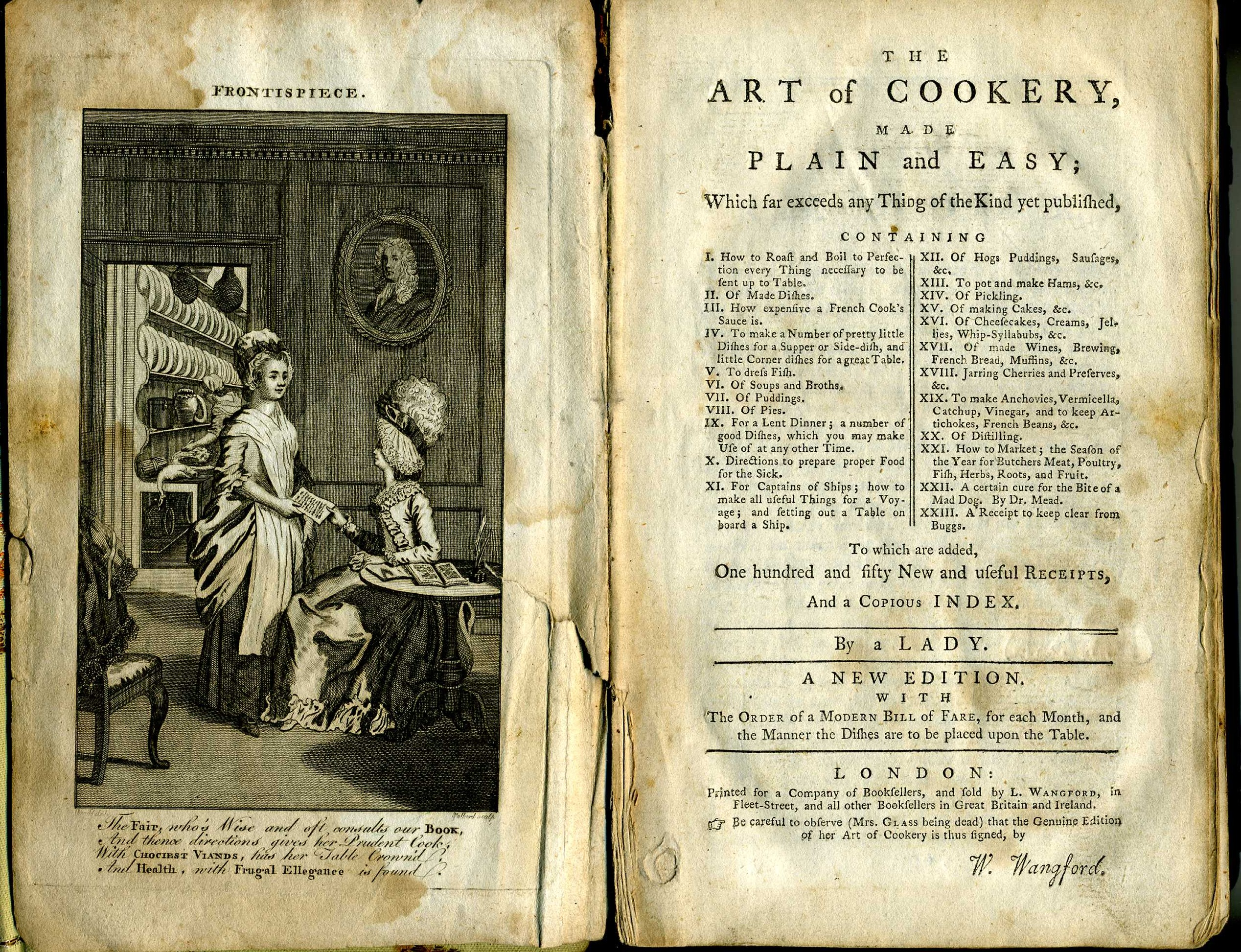
ハンナグラスの『The Art of Cookery Made Plain and Easy』に記載されたハンバーグ

ドイツ人がイギリスに渡ると、ハンバーグも伝わった。1758年にイギリスで出版されたハンナグラスの『The Art of Cookery Made Plain and Easy』 には「Hamburgh Sausage」という名称でレシピが収載されている。当時のハンバーグはみじん切りの牛肉、スエット、スパイスで構成されていた。
1870年代、多くのドイツ人がハンブルクからアメリカに渡るようになると、移り住んだドイツ人がアメリカでもドイツの郷土料理であるフリカデレを愛食し、ハンバーグは伝わった。ハンブルクから広まったこの肉料理は、アメリカで「ハンブルクの厚肉焼き」を意味する「ハンバーグステーキ  (Hamburg steak) 」と呼ばれるようになった。
しかし、当時のアメリカにおけるハンバーグの品質は決して高いものではなかった。ハンブルクはホルスタインの原産地として知られるドイツ・ホルシュタイン州と隣接しており、上質な牛肉を生産していたが、当時のアメリカのハンバーグは低品質の肉の切り身から作られていた。
現在、アメリカにおいてハンバーグが確認できる最古の文献は、1873年のニューヨークに存在したレストラン、デルモニコ (Delmonico's) のメニュー表であり、そこには「hamburger steak」と記されている。
このレストランでは、実際にチャールズ・ランホーファー（1836年 – 1899年）がハンブルクステーキの11セントプレートを顧客に提供したという記録も残っている。この価格は単純なビーフステーキの2倍にあたり、ハンバーグは高級食材として位置づけられていた。また、1894年にチャールズ・ランホーファーが出版した『The Epicurean：A Complete Treatise of Analytical＆Practical Studies』という本には、「hamburger steak」のリストが掲載されている。
1876年、フィラデルフィア博覧会でドイツ人移民が多くのドイツ料理店を出店すると、当時珍しかったハンバーグは人気を博し、アメリカでも広く知られるようになった。

### 日本への伝来
日本で初めて「ハンブルク風ステーキ」という挽肉料理が提供されたのは、1882年（明治15年）、日本初の料理学校である「赤堀割烹教場」の開校披露の席上であったとされる。これはつなぎを入れない牛ひき肉のみを成形し、小麦粉をまぶしたものを油脂で焼き上げ、トマトソースを添えたものであった。

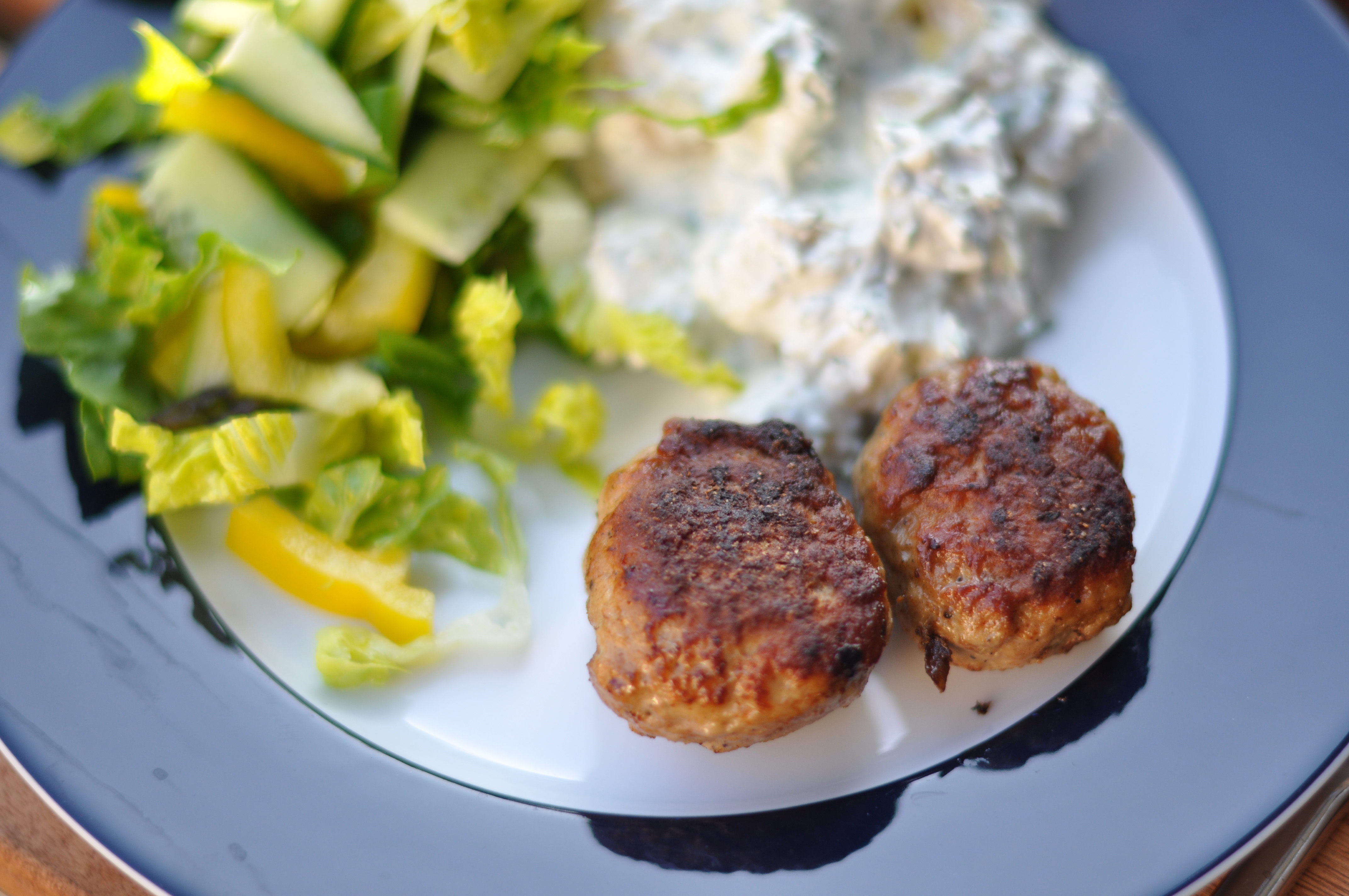
フリカデレとサラダ

一般民にハンバーグ料理を提供していた最古の資料としては、讃岐鉄道の1902年（明治35年）12月の食堂車・御品書があり、ドイツ料理のフリカデレ（最古のハンバーグ）が提供されていた。これは、讃岐鉄道の経営を立て直しを図る中で、食堂車・車内販売に日本初の女性乗務員を導入するとともに、当時として最先端の料理を提供し、讃岐鉄道の話題性を上げる目的で、社長・大塚惟明のアイデアで始まったものであった。
料理書において確認されている最古の表記は、1905年（明治38年）の『欧米料理法全書』(高野新太郎 1905, p. 216)で「ハムボーグ、ステーキ (Hambwog Steak)」として記述されている。
現在のハンバーグに類する挽肉料理は明治時代より伝わっていたが、「ハンバーグステーキ」という呼称は一般的ではなく、「ジャーマンステーキ」、「ミンチボール」などさまざまな名称で呼ばれていた。また、当時は個食としてのハンバーグ、ミートボールの類よりも、金型で焼き上げ切り分けて供するフーカデン（ミートローフ）のほうがよく知られており、1888年（明治21年）の『軽便西洋料理法指南』や1910年（明治43年）の『軍隊料理法』などにはこちらのレシピが収載されている。
「ハンバーグステーキ」という料理名が徐々に認知されるようになったのは大正から昭和にかけての頃で、日本における洋食の普及に大きな役割を果たした大日本帝国軍の影響があったと考えられる。1918年（大正7年）の海軍四等主計兵厨業教科書には「ハンパクステーキ」という名称で記載があり、1937年（昭和12年）の『軍隊調理法』(糧友会 1937)には「挽き肉油燒（ハンバーグステーキ）」という名称で収載されている。
戦前のミンチボール、ハンバーグステーキがハンバーグという短縮形に変化したのは戦後のことで、これは進駐軍が持ち込んだ「ハンバーガー」および「ミートボール」という英単語の影響があったと考えられる。アメリカのハンバーガーステーキや、サンドイッチとしてのハンバーガーに用いられるパティは、つなぎやたまねぎなどは入れない牛ひき肉100％が基本で、日本に定着していた「ミンチボール」や「ハンブルグステーキ」とは味も食感も異なるものであったが、挽き肉を練って薄く伸ばせばハンバーグ、同じ材料を球形にまとめればミートボールという、形状によって区別する大雑把な認識で定着していった。
日本においても、元来ハンバーグステーキはあくまでも牛肉料理であり、代用として豚肉を混ぜた合挽肉が使用される程度で他の肉が使用されることは基本的になかった。しかし1962年に鯨肉と鮪肉を原料とした「マルシンハンバーグ」が、1970年には「イシイのチキンハンバーグ」が発売され、共に大ヒット商品となったことによって、小判型に整形した肉団子ならばその原料を問わず「ハンバーグ」と呼ぶようになっていった。
1960年代の高度経済成長期における日本では、牛肉は比較的高価な食材であった。安価な合い挽き肉（鶏肉と豚肉等）を使ったこの料理を食卓に上らせることで、豪華な夕食を演出できるため、同年代以降の主婦が好んで夕食のメニューに取り入れた背景もあって、調理済みで後は焼くだけのものが発売されるなど、瞬く間に日本全国に広まった。1970年代頃から多様化したレトルト食品（レトルト・ハンバーグ）の登場・普及により、ありふれた料理となった。
さらに1970年代には醤油味をベースにした「和風ハンバーグ」が登場し、てりやきソースやおろしポン酢を使い、味の領域を拡大していった。この頃から「ハンバーグ」は洋食としてのハンバーグステーキとも異なる日本独自の料理として変容していくことになる。
このような経緯により、日本で食べられているハンバーグの原型は外国料理にあるが、オムライス、ナポリタン、ドリアなどと同じく西洋の料理をヒントとし、長年の間に日本人の好みに合わせて進化を遂げた洋食料理の一つであるといえる。

## 類似した食品
ハンバーグと類似した料理として、ハンバーグよりはるかに歴史が古いミートローフが挙げられる。ミートローフは多くの国や地域で数多くのバリエーションが存在しているが、現代に普及している一般的な生地は、挽肉、タマネギなどの野菜のみじん切り、香辛料の他に卵、小麦、トウモロコシ粉などつなぎを使用するため、ハンバーグの生地は基本的にミートローフと同じであると言える。ミートローフはヨーロッパ起源で、4世紀から5世紀にまとめられたローマの料理書『アピキウス』にも記されている。この点では、ハンバーグの歴史に関して本項のなかで後述されているように、後の時代にミートローフという料理名で普及した料理はヨーロッパにおいて、13世紀のタルタルステーキ以前から普及してきた古い歴史を持つ可能性が考えられる。
アメリカでは主婦向けの総合情報サイト『Good Housekeeping』で2007年度の人気料理7位になるなど、ミートローフは非常に庶民的で人気が高い料理である。日本ほど食肉が高くないアメリカでミートローフがポピュラーになったのは、1930年代の大恐慌が契機であり、より安価な食肉の料理方法として普及した。
一方、日本で見られるようなハンバーグに関しては、" hamburg steak"という単語自体は存在するが、現代におけるアメリカ本土の認知度はあまり高くない。同じアメリカ国内でもハワイ料理としてはロコモコが一般的である。
また、英語で言うところのソールズベリー・ステーキ（英: Salisbury steak）もハンバーグによく似ているが、ソールズベリー・ステーキはソースの味や使用する肉の種類、タマネギその他の野菜やつなぎなどを多く入れて柔らかく仕上げる点などがハンバーグと異なるため、似て非なる味や食感になっている。
ひき肉を丸めて焼いたり煮たりするミートボール調の料理は世界中に存在し、現代においてその生地は基本的にハンバーグと同じであることが多い。

## 調理の際の工夫
日本の「ハンバーグ」の特徴は、刻んだたまねぎやパン粉などのつなぎを多く入れて柔らかくジューシーに仕上げることである。肉以外の材料を混ぜ込むのは、かさ増しによって使用する肉の量を減らすという経済的な理由に起因するものであったが、現在ではそれこそが日本風ハンバーグの味の決め手となっている。

### 材料
挽肉と塩は必須である。塩は味付けのみならず、挽き肉の粘性を高めまとまりやすくする役割がある。ただし大豆たんぱく等の代用肉を用いる場合はこの限りにない。香辛料として胡椒（特にブラックペッパー）、臭み消しとしてナツメグ、シナモン、オールスパイスなどが用いられる。つなぎとしてパン粉などを加えると、肉汁を吸い込み柔らかな食感に仕上がる。増粘剤、保水剤としての鶏卵は、水分を取り込み固まることで肉汁を逃がしにくくなる。たまねぎやにんじんのみじん切りは、日本式のハンバーグやソールズベリー・ステーキには加えられることが多い。小麦粉や片栗粉、コーンスターチなどを表面にまぶすことで、肉汁を閉じ込める効果が期待できる。
肉は牛だけでも牛豚などの合挽きでもよい。どちらかと言えば、合挽き肉の方が両方の長所が引き立ってよいとされる。日本では牛肉料理に脂身が繊細にのった霜降りが好まれるが、ハンバーグの場合にも赤身ばかりではなく、赤身に対して15％～20％前後の脂身が入っているものがよい。余りに脂身が多いと焼いたときに溶け出して縮んでしまい、脂気がきつくなる。アメリカのハンバーガーのように牛肉の赤身部分主体で作ると硬くなり、日本人の好みには合わない。
現在の日本では、精肉店で注文をしてその場で挽いてもらうよりも、スーパーマーケット等であらかじめ挽いてある肉を買う方が一般的であり、「ある程度脂肪が混じった挽き肉」を容易に購入可能である。いずれにせよ、挽き肉は調理直前まで冷蔵庫でよく冷やしておくことがコツである。
また、多少手間がかかるものの、みじん切りにしたタマネギを先にゆっくりよく炒め、薄く塩・胡椒で下味をつけ、これもよく冷やしてから生地に加えることでより甘みが増す。また、玉ねぎの食感を生かしたい場合は生のみじん切りタマネギを生地に加える。よく冷やした生地の材料を、力をこめてよく練ると、生地によく粘りが出る。これが味を良くする上で大切な点である。
繋ぎのパン粉は、市販のものをそのまま使うよりも、細かくちぎった食パンを牛乳等でふやかしたものを用いる方が食感が増し、加えて味がまろやかになる。ただし充分に小さくちぎらないとかえって食感を損ねる。また、細かさに欠ける耳の部分を用いても食感を損ねる。なお、NHKの『ためしてガッテン』では2009年4月22日の放送でパン粉の代用として麩と寒天を使用する方法を紹介している。さらに『伊東家の食卓』では、パテの中心部分に動物性皮脂と結合しやすい小さじ半分程度のゼラチン（番組内ではコーヒーゼリーを使用）を包んで、肉汁を封じ込める調理法を紹介している。

### 成形
形状に特に決まりはないが、日本においては小判型に成形されるのが一般的である。生地をこねたり丸い形に整える場合は素手が使われることも多く、料理用のビニール手袋も利用される。生地を適量手に取り、右手、左手と交互に手のひらに生地を叩きつけて丸めていく。成形時には破裂や焼き崩れを防ぐために中央部分をへこませる空気抜きを行う。ハンバーグは焼く過程で縦に膨張するため、へこみは自然に消滅する。
一方、煮込みハンバーグで、丸めた生地の中央にドーナッツ状に穴を空けることで、ソースの沁み込みをよくする工夫を行なう店舗もみられる。

### 加熱
ステーキとしてフライパンや鉄板、あるいはグリル網等で焼かれることが基本である。しかしながら現代日本においては「煮込みハンバーグ」や「揚げハンバーグ」「蒸しハンバーグ」などといった多様な調理法に対応する食材として認識されており、いわゆるミートボールとの間に形状以外での区別は存在しない。
大きなハンバーグを作る際、なかなか中心まで火が通らず、ひっくり返そうとして崩れてしまうことがある。この場合、皿に置いてラップを掛け、電子レンジで肉汁が滲み出すまで加熱して焼くと、厚みのあるものも綺麗に焼け、中まで良く火がとおる。電子レンジ加熱中に出た肉汁は肉の旨みを含んでいるので、ソースに利用する。
他にも、フライパンで焼き目をつけた後、予熱したオーブンで中まで焼き上げたり、味の濃いソースで煮込む「煮込みハンバーグ」という料理もある。また、揚げる場合もある。キノコや野菜とアルミ箔などで包み、加熱することで包み焼きハンバーグにするテクニックもある。

### レアハンバーグ
2010年代中盤頃から、ハンバーグを中心まで十分加熱しない「レアハンバーグ」「生ハンバーグ」を提供する店が増加している。普通は中まで加熱されたハンバーグが出てくるのに対して、レアの焼き具合や生の状態のハンバーグが運ばれて客がテーブルで加熱調理して食べる店が多い。人気となっている生・レアハンバーグだが、食の安全・安心財団の唐木英明理事長は、十分加熱しないハンバーグを食することで、O-157などの病原性大腸菌による食中毒の危険性を指摘している。これらの店では、客がテーブルで加熱して食べるという前提で提供されているため、2018年の状況では行政としてはユッケのように規制が出来ないとしている。生食用として問題ないよう企業によって衛生管理をしていることを主張している店もあるが、現在の日本の食肉市場では生食用としての加工処理が施されたものは出荷していない。
厚生労働省の注意喚起として食中毒を防止するためハンバーグの中心部まで75℃で1分以上の加熱をすることを呼びかけている。腸管出血性大腸菌、カンピロバクター、サルモネラ、リステリアはいずれもこの基準で死滅させることができる。ただしノロウイルスは85～90℃で90秒以上と更に加熱を要する。